# 哈利·胡珀
哈利·巴托羅米奧·胡珀（英語：Harry Bartholomew Hooper，1887年8月24日—1974年12月18日），為美國職棒大聯盟的右外野手。生涯曾效力過紅襪與白襪兩隊。
胡珀在1910年代和Duffy Lewis與特里斯·史畢克共同組成紅襪隊的黃金外野組合，他們也被視為大聯盟史上最強的外野陣容。他也是紅襪唯二位於1910年代幫助紅襪打進4次世界大賽的球員。1971年，胡珀成功入選名人堂。

## 職業生涯

### 波士頓紅襪
胡珀在1909年登上大聯盟，出賽81場比賽，打擊率為2成82。1910年到1915年間，他和特里斯·史畢克、Duffy Lewis成為紅襪的固定先發外野手。由於三人的優異表現，因此也被稱作是「黃金外野」，並被評價是棒球史上最傑出的外野三人組合。
胡珀不僅在場上表現傑出，私底下為人也相當幽默與親切。在比賽的關鍵時刻，他更是能常常送上致命一擊幫助球隊贏球。而他在比賽中常用臀部滑壘的方式接殺飛球，也成為他的招牌動作。
1910年，胡珀的打擊率為2成67，但也發生美聯最多的11次守備失誤。隔年他的打擊率為3成11，而黃金外野三人組的累積打擊率為3成15。
1912年，胡珀的打擊率下滑到2成42，不過球隊仍拿下世界大賽冠軍。1913年5月30日，胡珀成為首位在雙重賽都敲出首局首打席全壘打的球員。1914年，他在右外野單季送出230次刺殺。
1915年世界大賽第五場，胡珀成為第二位在世界大賽單場敲出雙響砲的選手。後來紅襪再度拿下冠軍，1919年，胡珀成為球隊的隊長。他最著名的事蹟就是要求球隊總教練將貝比·魯斯棄投從打，讓魯斯日後成為棒球界的偉大球星。

### 芝加哥白襪
1921年3月，紅襪將胡珀交易到白襪，換來Shano Collins和Nemo Leibold。
到了白襪後，胡珀3度單季打擊率突破3成。1922年，他敲出11轟與80分打點都寫下生涯新高。1922年和1924年，他單季都製造8次雙殺。1925年，胡珀決定挑戰擔任總教練，因此希望球隊可以將他釋出。

## 生涯打擊成績
| 出賽次數 | 打席 | 打數 | 得分 | 安打 | 二安 | 三安 | 全壘打 | 打點 | 盜壘 | 保送 | 三振 | 打擊率 | 上壘率 | 長打率 | OPS  |
| -------- | ---- | ---- | ---- | ---- | ---- | ---- | ------ | ---- | ---- | ---- | ---- | ------ | ------ | ------ | ---- |
| 1923     | 7714 | 6688 | 867  | 1931 | 301  | 129  | 27     | 934  | 165  | 654  | 434  | .289   | .355   | .384   | .739 |

## 晚年
胡珀在1912年結婚，並育有2子1女。其中兒子約翰曾在小聯盟打球過。
胡珀在退休後開始經營房地產事業，同時1927年他在小聯盟還擔任球員兼總教練。1930年代，他在大學擔任兩年的棒球隊教練。不過後來美國發生經濟大蕭條，胡珀的年薪被減了40%，因此他決定離開大學。
1933年，胡珀成為郵政局長，而且一做就是24年。1939年，他仍繼續在波士頓的室內棒球隊教導棒球。
1960年代末，約翰曾致信大聯盟希望可以將他父親引薦至名人堂票選。1971年，胡珀因此成功入選名人堂。
1974年，高齡89歲的胡珀去世。他在去世前的1個月還親自參加大聯盟的名人堂入選典禮，他也一度是最長壽的名人堂選手。

## 流行文化
2014年，加州卡皮托拉的胡珀海灘便是以胡珀來命名。
電視劇《辛普森家庭》在劇集《荷馬打球》中曾提及胡珀。郭董在他公司的壘球隊裡讓胡珀上場擔任中外野手，而他的助手艾甲甲也指出郭董隊內的球員都是去世已久的棒球員。

## 外部連結
- 球員資訊和成績在MLB，ESPN，Baseball-Reference，Fangraphs（英文）